# Miguel Comminges
Miguel Comminges (Les Abymes, 16 de março de 1982) é um futebolista guadalupino. Atuou na Copa Ouro da CONCACAF 2011, jogando duas partidas por Guadalupe, até a eliminação da equipe após perder todas as três partidas.